# Goasila
Goasila (Gwa'sala), pleme američkih Indijanaca iz skupine Kwakiutl, porodica Wakashan, naseljeni na Smith Inletu u kanadskoj provinciji Britanska Kolumbija. Jedino naselje Goasila bilo je Waitlas, na ušću rijeke Samo. 
Goasile danas žive ujedinjeni s plemenom Nakoaktok ili Nakwakto pod kolektivnim imenom Gwa'Sala-Nakwaxda'xw na 26 malenih rezervi, to su: Ann Island 7, Dedagaus 8, Halowis 5, Kai-too-kwis 15, Kequesta 1, Khazisela 7, Ko-kwi-iss 14, Kuthlo 18, Kwetahkis 9, Mahpahkum 4, Na-Kwockto 2, Nathlegalis 3, Nekite 2, Owh-wis-too-a-wan 10, Pahas 3, Pel-looth'l Kai 17, Peneece 11, Saagoombahlah 6, Ta-a-ack 5, Toksee 4, Tsai-kwi-ke 13, Tseetsum-Sawlasilah 6, Tsulquate 4, Waump 16, Wawwat'l 12.

## Vanjske poveznice
- Kwakiutl Indian Tribe History
- Gwa'Sala-Nakwaxda'xw  Arhivirana inačica izvorne stranice od 28. veljače 2008. (Wayback Machine)